# Kyutaro Hashimoto
Franciszek Ksawery Kyutaro Hashimoto (ur. 28 września 1930 w Osace, zm. 6 listopada 2012 w Poznaniu) – filolog, wykładowca Uniwersytetu im. Adama Mickiewicza i Uniwersytetu Ekonomicznego w Poznaniu, aforysta. Nazywany Poznańskim Japończykiem.
Urodzony w rodzinie buddyjskiej. W 1945 zetknął się z katolicyzmem. Ochrzczony w 1959 (przyjął imiona Franciszek Ksawery). Absolwent Sophia University w Tokio (studiował filozofię, filologię klasyczną, psychologię i socjologię). Po studiach pracował w Nowym Jorku w firmie tekstylnej. Interesowała go postać św. Maksymiliana Kolbe, a co za tym idzie tematyka polska. Po przyjeździe do Polski (od 1976 w Poznaniu) był lektorem języka japońskiego na UAM (piętnaście lat). Wykładał też japońskie stosunki gospodarcze. Początkowo porozumiewał się po angielsku, z czasem opanował biegle język polski. Od 1979 związał się także z poznańskim Uniwersytetem Ekonomicznym (wówczas Akademią). Prowadził wykłady z rozwoju osobistego. Publikował w prasie i wydawał książki. Od 1992 jeździł po całej Polsce z seminariami na temat osiągania sukcesu. Publikował też aforyzmy.

## Publikacje
- Sushi, sake, sakura: O Kraju Wschodzącego Słońca i jego mieszkańcach (2006)
- Wygraj siebie. Program rozwoju osobistego (2010)